# Waco CRG
Die Waco CRG ist ein Doppeldecker-Rennflugzeug des US-amerikanischen Herstellers Waco Aircraft Company.

## Geschichte
Die Waco CRG wurde speziell für den Einsatz als Rennflugzeug entwickelt. Die beiden gebauten Exemplare mit den Zulassungen NC600Y (Werknr. 3349) und NC660Y (Werknr. 3350) wurden 1930 am Tag vor dem Start der „Ford Reliability Tour“ (auch als „6th Annual National Air Tour“ bezeichnet) fertiggestellt. Die beiden CRG beendeten das 1600-Meilen-Rennen mit einer Durchschnittsgeschwindigkeit von 237 km/h auf den Plätzen zwei und drei.

## Konstruktion
Der Rumpf der CRG ist genauso wie die Leitwerksflächen eine geschweißte Stahlrohrkonstruktion mit hölzernen Formteilen. Die in Holzbauweise aufgebauten Tragflächen besaßen ein M-18 Profil und ursprünglich Metall-Querruder, die aber bei der restaurierten Maschine durch solche aus Holz ersetzt wurden. Das verkleidete feste Fahrwerk besitzt eine Spurweite von 2,14 m und ist mit Öl-Federbeinen ausgestattet. Die Maschine verfügt zwar über drei Sitze, der vordere Sitz ist jedoch dauerhaft abgedeckt.
Das originale Wright J6-7 Triebwerk mit 240 PS wurde bei der Restaurierung durch ein Continental R-760-E2 mit 235 PS ersetzt. Interessanterweise erreicht die Maschine ohne den normalerweise installierten Townend-Ring eine um 10 mph höhere Höchstgeschwindigkeit. Der Treibstoffvorrat beträgt 320 l (80 US-gal.) bei einem Verbrauch von 49 l/h (13 US-gal/h).

## Verbleib
NC600Y wurde an die Skywriting Corporation of America verkauft und trug eine Zeitlang die Farben von Coca-Cola. Nach einem Landeunfall wurde sie in Long Island abgestellt. 1963 wurde sie verkauft und flog erst 1975 wieder nach einer 12 Jahre dauernden Restaurierung.

## Technische Daten
| Kenngröße             | Daten                                                  |
| --------------------- | ------------------------------------------------------ |
| Besatzung             | 1+1                                                    |
| Länge                 | 6,83 m                                                 |
| Spannweite            | 9,32 m                                                 |
| Höhe                  | 3,00 m                                                 |
| Leermasse             | 731 kg                                                 |
| max. Startmasse       | 1180 kg                                                |
| Reisegeschwindigkeit  | 211 km/h                                               |
| Höchstgeschwindigkeit | 243 km/h                                               |
| Triebwerke            | Ein Wright J6-7 mit einer Leistung von 179 kW (240 PS) |